# Aristofan (umjetnik)
Aristofan (grč. Ἀριστοφάνης) je bio drevni Grk, oslikavač vaza. Živio je u 5. st. pr. Kr. u Ateni, u Grčkoj. Djelovao je od 430. do 400. pr. Kr. Danas su nam poznata tri njegova djela - dvije zdjele, jedna u Berlinu, a druga u Bostonu, te dio kratera u Agrigentu. Aristofan je prikazivao likove vrlo realistično. Poznat je njegov prikaz Gigantomahije, gdje prikazuje borbu bogova i divova. 
Poznat je još jedan čovjek pod istim imenom - komediograf Aristofan. 